# Daniel Ricquier
Daniel Ricquier, né le 19 mai 1949, est un biochimiste français spécialiste des mitochondries et des maladies héréditaires du métabolisme. Il est membre de l’Académie des sciences depuis 2002 et professeur de biochimie et biologie moléculaire à la faculté de médecine de l’université Paris-Descartes depuis 2003.

## Biographie
Daniel Ricquier est professeur  des universités et praticien hospitalier de classe exceptionnelle à la faculté́ de médecine de l’université Paris-Descartes et à l’hôpital Necker-Enfants malades depuis 2003.
Il a dirigé le Centre de recherche sur l'endocrinologie moléculaire et le développement du CNRS à Meudon de 1997 à 2002, puis l’unité CNRS Biologie des transporteurs mitochondriaux et métabolisme de 2002 à 2008 à la faculté́ de médecine Necker-Paris-Descartes et à l’institut de recherches Necker-Enfants malades. Il a été chef du service de biochimie métabolique de l’hôpital Necker-Enfants malades et à l’AP-HP de 2003 à 2014. Il a été élu membre de l’Académie des sciences le 19 novembre 2002.

## Travaux
Daniel Ricquier s'est spécialisé dans la physiologie et la biochimie des mitochondries, des tissus adipeux et des mécanismes thermogéniques. Il est un expert du tissu adipeux brun. Ses travaux ont contribué́ à l'identification d'une famille de protéines impliquées dans la respiration mitochondriale, le rendement en ATP, la production de chaleur et le contrôle mitochondrial du niveau de radicaux libres oxygénés cellulaires.
Daniel Ricquier a décrit en 1976 une protéine membranaire mitochondriale spécifique des adipocytes bruns, plus tard nommée UCP (uncoupling protein) et identifiée par David Nicholls comme étant la protéine responsable de la dissipation d'énergie sous forme de chaleur. Ayant isolé des anticorps spécifiques de cette protéine, il a mis en évidence des adipocytes bruns chez les enfants nouveau-nés et chez des patients adultes, et démontré que le système nerveux sympathique contrôlait le développement du tissu adipeux brun et la synthèse d'UCP chez les animaux et chez l'homme. Avec Fréderic Bouillaud en 1984, et en collaboration avec Jean Weissenbach à l’Institut Pasteur, il a isolé et séquencé l'ADN complémentaire de l'UCP et le gène UCP de rongeur et d’homme. Il a alors analysé les mécanismes de contrôle de la transcription tissu-spécifique du gène UCP. Par ailleurs, il a étudié l'organisation fonctionnelle de cette protéine membranaire,,.
Daniel Ricquier a identifié et caractérisé en 1997 une deuxième protéine UCP nommée UCP2, l’UCP des adipocytes bruns étant renommée UCP1. Il a également identifié un nouveau transporteur mitochondrial cérébral, BMCP1, une UCP aviaire et un transporteur mitochondrial rénal KMCP1. Il a aussi contribué à l'identification de la première protéine UCP de plante. Il a réussi à obtenir des souris dépourvues du gène UCP2, démontrant le rôle essentiel de ce gène dans l’immunité innée et la limitation du taux de radicaux libres,,, en particulier dans les macrophages en collaboration avec Denis Richard à l’université de Laval. Cette fonction d'UCP2 a été confirmée par la démonstration d'un rôle protecteur d'UCP2 contre l'athérosclérose.
Daniel Ricquier a démontré que des mutations de la protéine UCP2 induisaient un hyperinsulinisme congénital chez des enfants à la naissance. Il a aussi décrit un rôle protecteur d’UCP2 contre le diabète auto-immun. Les applications des travaux concernent notamment les maladies métaboliques (obésité, diabète), la nutrition, les maladies dégénératives et les maladies auto-immunes impliquant les radicaux libres oxygénés dans l’athérosclérose et la neuro-dégénérescence. 

## Distinctions et récompenses
- 1988 : Prix Paul Langevin de l'Académie des sciences[réf. nécessaire]
- 1989 : Médaille d'argent du CNRS[réf. nécessaire]
- 1995 : Médaille F. Wasserman de l'European Association for the Study of Obesity[21]
- 2000 : Grand Prix des industries agro-alimentaires de l'Académie des sciences[réf. nécessaire]
- 2002 : Membre de l’Académie des sciences[1]
- 2002 : Médaille Wertheimer de l'International Association of Study on Obesity[réf. nécessaire]
- 2013 : Chevalier dans l’ordre national de la Légion d'honneur[22]
- 2012-2017 : Vice-président délégué aux Relations Internationales de l'Académie des sciences[1]